# Senay-et-Saint-Georges
Pour les articles homonymes, voir Senay (homonymie), Saint-Georges, Saint Georges (homonymie) et Georges.
Senay-et-Saint-Georges, également graphiée Senay, est une ancienne commune française du Jura. 

## Histoire
La commune a existé depuis la fin du XVIIIe siècle jusqu'en 1822. Entre 1790 et 1794, Senay fusionne avec Saint-Georges pour former la commune de Senay-et-Saint-Georges. En 1822, la cette commune est supprimée et rattachée à Présilly.

## Démographie
| 1793 | 1800 | 1806 | 1821 |
| ---- | ---- | ---- | ---- |
| 78   | 106  | 100  | 110  |